# Phyllonorycter fruticosella
Phyllonorycter fruticosella är en fjärilsart som först beskrevs av Kuznetzov 1979.  Phyllonorycter fruticosella ingår i släktet guldmalar, och familjen styltmalar. Inga underarter finns listade i Catalogue of Life.